# Gabriel Akwasi Abiabo Mante
Gabriel Akwasi Abiabo Mante (ur. 27 lipca 1947 w Brosankro) – ghański duchowny rzymskokatolicki, od 1995 biskup Jasikan.